# أراجيك
مجلة أراجيك AraGeek مجلة عربية شبابية تهتم بنشر مواضيع ريادة الأعمال والتقنية والفنون العالمية والدراسة وكافة المواضيع التي تهم الشباب العربي، تأسست المجلة في العام 2011 بواسطة المدونين السوريين هم عماد شمس وملاذ المدني. تُعدّ من أوائل المجلاّت العربية الرائدة التي تتبنى مفهوم صحافة المحتوى الجديد على غرار المجلات العالمية، تم ترشيحها عام 2015 لنيل جائزة البوبز، كما فازت بجائزة رواد التواصل الاجتماعي العرب عن فئة المدونات لعام 2016.
يتابع موقعها حوالي 3 ملايين زائر فريد كل شهر، وحققت منذ تأسيسها أكثر من 100مليون قراءة.

## تاريخها
الاسم هو اختصار لعبارة: (بالإنجليزية: Arabic Geek)‏ ، الجيك هو الشخص المهووس بالتقنيات الحديثة مثل الكمبيوتر - الإنترنت - الهواتف - الألعاب - الأفلام. واختير هذا الاسم للتعبير عن نوعية الموضوعات التي تنشر بالمجلة.

## الاستحواذ على عالم الإبداع

شعار موقع عالم الإبداع

موقع عالم الإبداع موقع عربي يختص بتناول الأخبار العلمية والابتكارات والاكتشافات والعجائب والغرائب، وحائز علي جائزة مسابقة دويتشه فيله لأفضل مدونة للغرائب والعجائب في العالم لعام 2010.
بدأت فكرة الموقع في أغسطس 2008 علي يد المهندس المصري إبراهيم محمد وتم إنشاء الموقع على شكل مدونة تهتم بنشر مقتطفات لأهم الأخبار العلمية والابتكارات والغرائب. وبعدها في عام 2009 تم إنشاء الموقع تحت اسم (عالم الإبداع) مع اشتراك ناشرين جدد بالموقع. شهد الموقع تطورا سريعا حتي أصبح حاليا مجلة شاملة يتم نشر المقالات فيها بشكل يومي

وفي أغسطس عام 2010 تم الإعلان عن شراكة بين عالم التقنية وعالم الإبداع قام عالم التقنية بموجب هذه الشراكة بامتلاك حصة من موقع عالم الإبداع ودعم عالم الإبداع من النواحي التقنية والتسويقية، لتساهم هذه الشراكة في التعاون المباشر بين الموقعين لإيجاد آفاق جديدة لإثراء المحتوى العربي على الإنترنت. وفي عام 2017 قامت أراجيك بالاستحواذ على مجلة عالم الإبداع دون الإعلان عن أي تفاصيل للصفقة.

## تخصصات المجلة

لقطة للموقع - أكتوبر 2013.

كانت بداية المجلة في التخصصات التقنية فقط مثل (إعلام اجتماعي- الأفلام والألعاب الإلكترونية - قصص نجاح وريادة أعمال - التسويق رقمي)، وفي أواخر عام 2014 أعلنت عن إنشاء «أراجيك تك» ليكون قسم مخصص للأخبار التقنية، وفي أوائل عام 2015 تم إنشاء قسم «أراجيك فن» ليكون قسم مخصص للأفلام العالمية وموضوعاتها، ومن ثم قسم آخر (أراجيك تعليم) مختص لمواضيع التعليم والدراسة في الخارج.
فريق تحرير المجلة حاليًا مكون من: عبد الله الموسى (رئيسًا للتحرير) - علياء طلعت (رئيسة تحرير أراجيك فن) - أميرة أحمد رئيسة قسم الإعلام الاجتماعي.

## الجوائز
رشحت المجلة لنيل جائزة البوبز لفئة اختيار الجمهور، التي تُمنح للمدونات العالمية بلغات وثقافات مختلفة. كما فازت بجائزة رواد التواصل الاجتماعي العرب عن فئة المدونات لعام 2016، وتم تكريمها من قبل الشيخ محمد بن راشد رئيس الوزراء وحاكم دبي.

## لقاءات إعلامية
- لقاء قناة الجزيرة مع مؤسس أراجيك - فقرة الإعلام الجديد، 27 نوفمبر 2014.[15]
- لقاء موقع ومضة مع مؤسس أراجيك - أراجيك: القارئ أولاً ولو على حسابنا، 8 مايو 2017.[16]
- لقاء موقع سلام مع مؤسس أراجيك - 'مقابلة مع مؤسس «أراجيك».. أفضل مدونة في قمة رواد التواصل الاجتماعي لعام 2016'.[5]
- لقاء موقع Entrepreneur العربية مع مؤسس أراجيك - أراجيك.. المحتوى العربي يزداد أهمية.[17]

## اقرأ أيضًا
- عرب هاردوير